# خرچنگ گوشه‌دار
خرچنگ گوشه‌دار (نام علمی: Goneplax rhomboides) نام یک گونه از سرده خرچنگ درازچنگ است.